# Мидлендс (Зимбабве)
Мидлендс (англ. Midlands) — провинция в Зимбабве. Административный центр провинции — Гверу, один из крупнейших городов страны.

## География
Провинция Мидлендс расположена в центральной части Зимбабве. Площадь её равна 49 166 км².

## Население
По данным на 2013 год численность населения составляет 1 591 276 человек. В Мидлендсе проживают представители всех крупных этнических групп Зимбабве — шона, ндебеле, тсвана, суто.
Динамика численности населения провинции по годам:
| 1982      | 1992      | 2002      | 2013      |
| --------- | --------- | --------- | --------- |
| 1 091 844 | 1 292 211 | 1 466 331 | 1 591 276 |

## Административное деление

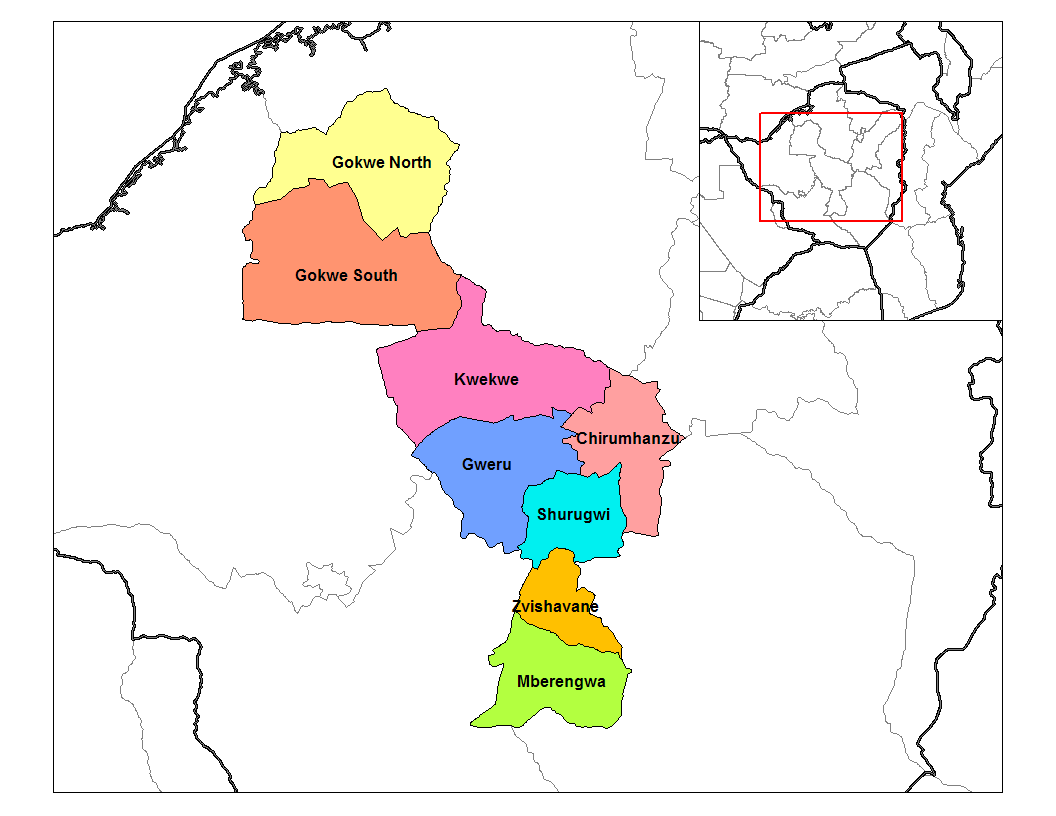
Районы провинции Мидлендс.

В административном отношении провинция Мидлендс разделена на 8 районов: Мберенгва, Звишаване, Северное Гокве, Южное Гокве, Гверу, Чирумханзу, Шуругви, Квекве.

## Экономика
Через территорию провинции протянулся богатый рудными месторождениями геологический разлом Грейт-Дайк. Здесь находятся богатейшие в Зимбабве месторождения золота. Крупнейшим промышленным центром провинции является город Квекве, где сосредоточены горно-металлургические, металлообрабатывающие и химические предприятия. В районах Мидлендса, не входящих в регион Грейт-Дайк, развито сельское хозяйство; в районе Гокве, в частности — выращивание хлопчатника.